# ソウル江東警察署
ソウル江東警察署（ソウルカンドンけいさつしょ）は、ソウル地方警察庁所管の警察署である。

## 管轄区域
- 江東区

## 沿革
- 1978年10月5日 - 江南警察署より分離開所。管轄区域は江南区のうち明逸洞、下一洞、上一洞、高徳洞、吉洞、遁村洞、岩寺洞、千戸洞、城内洞、風納洞、松坡洞、巨餘洞、馬川洞、芳荑洞、石村洞、二洞、五禁洞、可楽洞、文井洞、蚕室洞、新川洞、三成洞（炭川より東側）、三田洞、水西洞、紫谷洞、栗峴洞、長旨洞
- 1979年10月1日 - 江東区成立に伴い管轄区域が江東区になる。
- 1979年10月9日 - 庁舎竣工
- 1985年12月2日 - 江南警察署に江東区松坡洞、芳荑洞、石村洞、可楽洞、文井洞、蚕室洞、新川洞、三成洞、三田洞、水西洞、紫谷洞、栗峴洞、長旨洞を移管。管轄区域が江東区の一部になる。
- 1988年1月1日 - 松坡区成立に伴い管轄区域が江東区と松坡区のうち風納洞、巨餘洞、馬川洞、二洞、五禁洞になる。
- 1990年10月5日 - 松坡警察署開設に伴い松坡区の部分を移管。管轄区域が江東区のみになる。

## 組織
- 署長(総警)
- 聴聞監査官
  - 聴聞監査官室
- 警務課
  - 警務係
  - 経理係
  - 情報通信係
- 生活安全課
  - 生活安全係
  - 生活秩序係
  - 女性青少年係
  - 112申告センター
- 捜査課
  - 捜査支援チーム　
  - 留置管理チーム
  - 知能犯罪捜査チーム
  - 経済犯罪捜査チーム
  - サイバー捜査チーム
- 刑事課
  - 刑事捜査支援チーム
  - 科学捜査チーム
  - 強力捜査チーム
  - 総合捜査チーム
- 警備交通課
  - 警備係
  - 交通管理係
  - 交通調査係
  - 交通安全係
  - 治安状況室
  - 防犯巡察隊
- 情報保安課
  - 情報係
  - 保安係

## 管轄地区隊
- 千戸地区隊
- 江一地区隊
- 吉洞地区隊
- 城内地区隊
- 岩寺地区隊

## 管轄派出所
- 明逸派出所
- 遁村派出所